# Luigi Ricci
Pour les articles homonymes, voir Ricci.
Luigi Ricci (Naples, le 8 juillet 1805 - Prague, 31 décembre 1859) est un compositeur italien.

## Biographie
Luigi est né à Naples, où il a étudié avec Giovanni Furno et Niccolò Antonio Zingarelli et où il a écrit son premier opéra au Conservatoire en 1823. Son triomphe est venu en 1831 à la Scala avec  Chiara di Rosembergh et en 1834 avec Un'avventura di Scaramuccia, deux opéras qui l'ont rendu célèbre dans toute l'Europe. En 1835, il a collaboré avec son frère Federico pour l'écriture du premier des quatre opéras qu'ils ont composés ensemble.
En 1837, Luigi avait des problèmes financiers, principalement en raison de son style de vie extravagant et de l'échec de son opéra Le nozze di Figaro, donné à la Scala. Ainsi, il a été contraint d'accepter un emploi à Trieste comme maître de chapelle à San Giusto et professeur de clavecin au Teatro Grande, et pendant sept ans, il n'a plus composé d'opéras. À cette époque, il est tombé amoureux, en même temps, de Francesca (Franziska, Fanny) et Ludmila (Lidia), deux sœurs jumelles de dix-sept ans, venues de Bohême et sœurs de la chanteuse Teresa Stolz. Cela le poussa à composer (en 1845), un opéra pour toutes les deux, qu'elles devaient chanter à Odessa où Luigi a dirigé la saison d'opéra 1844/45. De 1847 à 1848, les trois personnes ont vécu à Copenhague, où l'engagement des sœurs s'est trouvé interrompu par la mort du roi Christian VIII. De retour à Trieste, Luigi s'est marié avec Ludmila (sans toutefois abandonner l'autre). Il a ensuite écrit trois autres œuvres, qui ont été bien reçues, bien que son plus grand succès dans ces années-là a été Crispino e la comare, sa dernière collaboration avec son frère, dont il a écrit la plus grande partie.
Cet opéra était la meilleure composition de Luigi, et tout en n'atteignant pas le niveau des compositions de Donizetti (dont il était un grand admirateur), Crispino est généralement considéré comme l'un des meilleurs opéras comiques italiens de l'époque.
En 1859, peu de temps après la production de son dernier opéra, Luigi a été touché par une maladie mentale, et a fini sa vie dans un hôpital de Prague.
Sa fille Lella Ricci (1850-1871), fille de Ludmila, est devenue une chanteuse d'opéra, son fils Luigi Ricci-Stolz (1852-1906), fils de Francesca, a été également compositeur.

## Œuvres

### Opéras lyriques
- L'impresario in angustie, livret de G. M. Diodati (Naples, Conservatoire, 1823)
- La cena frastornata, livret d'Andrea Leone Tottola  (Naples, 1824)
- L'abbate Taccarella, ovvero Aladino, livret d'Andrea Leone Tottola (Naples, carnaval 1825), également monté sous le nom de La gabbia de' matti, Poeta Taccarella, etc.
- Il sogno avverato, livret d'Andrea Leone Tottola (avec D. Pogliani-Gagliardi et probablement N. Zingarelli (Naples, été 1825)
- Il diavolo condannato nel mondo a prender moglie, livret d'Andrea Leone Tottola (également monté sous le nom de Il diavolo mal sposato, (Naples, Teatro Nuovo, 27 janvier 1827)
- La lucerna di Epitteto, livret de G. Checcherini (Naples, Teatro Nuovo, carnaval, 1827)
- Ulisse in Itaca, livret de Domenico Gilardoni (Naples, Teatro San Carlo, 12 janvier 1828)
- Il Colombo, livret de Felice Romani (Teatro Regio de Parme, 27 juin 1829 avec Luigi Lablache et Henriette Méric-Lalande)
- Amina, ovvero L'orfanella di Ginevra, livret de Jacopo Ferretti (Rome, Teatro Valle, 9 septembre 1829)
- Il sonnambulo, livret de Jacopo Ferretti (Rome, Teatro Valle, 26 décembre 1829)
- Fernando Cortez, ovvero L'eroina del Messico, livret de Jacopo Ferretti (Rome, Teatro Tordinona, 9 février 1830)
- Annibale in Torino, livret de Felice Romani (Turin, Teatro Regio, 26 décembre 1830)
- La neve, livret de Felice Romani (Milan, Teatro Cannobiana, 21 juin 1831)
- Chiara di Rosembergh, livret de Felice Romani (Milan, La Scala, 11 octobre 1831; également monté sous le nom de Chiara di Montalbano en France, 1835)
- Il nuovo Figaro, livret de Jacopo Ferretti (Parme, Teatro ducale, 15 février 1832)
- I due sergenti, livret de Felice Romani (Milan, la Scala, 1er septembre 1833)
- Un'avventura di Scaramuccia, livret de Felice Romani (Milan, la Scala, 8 mars 1834 - joué à Vienne (1835), Londres (1836), Madrid (1837), Lisbonne (1838), Paris, Théâtre-Italiens (1846), Varsovie (1846; en polonais), Bruxelles (1851), Buenos Aires (1851); également modifié par Friedrich von Flotow)
- Gli esposti, ovvero Eran due or son tre, livret de Jacopo Ferretti (Turin, Teatro Angennes, 3 juin 1834; également I figli esposti)
- Chi dura vince, ovvero La luna di miele, livret de Jacopo Ferretti (Rome, Teatro Valle, 26 décembre 1834) (révision de Federico Ricci sous le nom de La petite comtesse, 1876);
- Il colonnello, en collaboration avec son frère Federico Ricci), livret de Jacopo Ferretti (Naples, Teatro del Fondo, 14 mars 1835), également monté sous le nom de La donna colonnello;
- La serva e l'ussero (Pavie, Teatro Compadroni, printemps 1835)
- Chiara di Montalbano, livret de Gaetano Rossi (Milan, la Scala, 15 août 1835)
- Il disertore per amore, en collaboration avec son frère Federico Ricci), livret de Jacopo Ferretti (Naples, Teatro del fondo, 13 février 1836)
- Le nozze di Figaro, livret de Gaetano Rossi (Milan, la Scala, 15 février 1838), version révisée (Milan, la Scala, 1841)
- La solitaria delle Asturie, livret de Felice Romani (Odessa, Teatro Italiano, 20 février 1845)
- L'amante di richiamo, en collaboration avec son frère Federico Ricci, livret de Dall’Ongaro (Turin, Teatro Angennes, 23 juin 1846)
- Il birraio di Preston, livret de F. Guidi (Florence, Teatro della Pergola, 4 février 1847)
- Crispino e la comare, en collaboration avec son frère Federico Ricci, livret de Francesco Maria Piave, (Venise, San Benedetto, 28 février 1850)
- La festa di Piedigrotta, livret de Marco D'Arienzo (en) (Naples, Teatro Nuovo, 23 juin 1852)
- Il diavolo a quattro, livret de Gaetano Rossi (Trieste, Teatro Armonia, 15 mai 1859)

## Source
- (it) Cet article est partiellement ou en totalité issu de l’article de Wikipédia en italien intitulé « Luigi Ricci » (voir la liste des auteurs).